# عرقسوس حرشفي
عرقسوس حرشفي (الاسم العلمي:Glycyrrhiza squamulosa) هو نوع من النباتات يتبع جنس العرقسوس من الفصيلة البقولية.